# Porte-manteauwoord
Een porte-manteauwoord, meng-, vlecht- of kofferwoord is een neologisme waarin twee of meer bestaande woorden naar de vorm worden gecombineerd in een betekenis die betekeniselementen van alle originele woorden bevat. Het verschilt hiermee van een contaminatie, waarbij per ongeluk woorden verenigd worden die in betekenis overeenkomen.
Een porte-manteauwoord combineert dus zowel de klank als de betekenis van alle samenstellende woorden op een nieuwe manier. Vaak spelen ook andere stijlfiguren zoals crasis een rol. Soms zijn ze gevormd uit eerdere porte-manteauwoorden.

## Effect
Porte-manteauwoorden hebben het effect dat ze efficiënt zijn: in één woord kan gezegd worden wat anders twee of meer woorden zou vergen. Daarnaast hebben ze een categoriserend effect, en ontstaan er klassen van woorden die naar vorm en betekenis verwant zijn:
- motel en botel behoren tot de klasse "hotel", waaraan vorm- en betekeniselementen zijn toegevoegd die naar het Engelse "motoring" ("automobilisme") en het Nederlandse "boot"[1] verwijzen.
- infotainment en infomercial behoren tot de klasse "information", samengevoegd met respectievelijk "entertainment" en "commercial", maar in beide gevallen nog met een betekeniscomponent van informatie.
- webcam,  dashcam en camcorder behoren tot de klasse "camera".

Het classificerende element kan dus aan het einde van het porte-manteauwoord staan ("-tel"), of aan het begin ("info-"), maar kan ook een variabele plaats bezetten ("-cam", "cam-").

## Voorbeelden
- Advertorial, van advertisement en editorial
- Backroniem, van back en acroniem
- Barbenheimer, van Barbie en Oppenheimer
- Bit, van binary en digit
- Blaxploitation, van black en exploitation
- Blog of Weblog, van website en logboek
- Boerkini, van boerka en bikini
- Bollywood, van Bombay en Hollywood
- Brexit, van Britain en exit
- Bromance, van brother en romance
- Brozem, van bromfiets en nozem
- Brunch, van breakfast (ontbijt) en lunch
- Brus, van broer en zus
- Chunnel, van channel en tunnel
- Conculega, van concurrent en collega
- Framily, van friends en family
- Franglais, van Français en Anglais
- Frenemy, van friends en enemy
- Gerry-mandering van de salamander-vorm die gouverneur Elbridge Gerry gaf aan een kiesdistrict in Massachusetts in 1812.
- Glamping, van glamour en camping
- Greige, van grijs en beige
- Jegging, van jeans en legging
- Infomercial, van information en commercial
- Infotainment, van information en entertainment
- Malware, van malicious en software
- Mansplaining, van man en explaining
- Mockumentary, van mock en documentary
- Motel, van motor en hotel
- Pixel, van picture en element
- Plutopopulisme, van plutocratie en populisme
- Podcast, van iPod en broadcast (uitzenden)
- Prequel, van pre- en sequel
- Rockumentaire, van rock en documentaire
- Sexting, van sex en texting
- Shortama, van short en pyjama
- Smog, van smoke en fog
- Snuipen, van 'snuiven' (van cocaïne) en 'zuipen' (veel alcoholische drank drinken)
- Tankini, van tank top (bovenste deel van een eendelig zwempak) en bikini
- Transfectie, van transfer en infectie
- Tregging, van trousers en legging
- Stagflatie, van stagnatie en inflatie
- Vechtscheiding, van vechten en echtscheiding
- Vlog, van video en weblog
- Voxel, van volume en pixel
- Webinar, van web en seminar
- Wikipedia, van wiki en encyclopedia

## Aardrijkskundige namen
- Australazië, van Australië en Azië
- Boedapest, van Boeda en Pest
- Borgerokko, van Borgerhout en Marokko
- Eurabië, van Europa en Arabië
- Eurazië, van Europa en Azië
- Indochina, van India en China
- Kruisem, fusiegemeente van Kruishoutem en Zingem
- Portugalicië, van Portugal en Galicië
- Senegambia, van Senegal en Gambia
- Tanzania, van Tanganyika en Zanzibar
- Tsjechoslowakije, van Tsjechië en Slowakije
- Wuhan, van Wuchang en Hankou

## Vondsten
Porte-manteauwoorden worden opzettelijk gemaakt. Soms wordt echter niet alleen een combinatie van betekenissen, maar ook een humoristisch, eigengereid of onbeholpen effect beoogd. Van Kooten en De Bie zijn verantwoordelijk voor enkele van zulke combinaties:
- Demonstructie, van demonstratie en instructie
- Krommunicatie, van krom en communicatie
- Schrijpend, van schrijnend en nijpend
- Kneukfilm, van knokfilm en neuken

Battus geeft in zijn Opperlandse taal- & letterkunde veel (alweer vooral speelse) voorbeelden voor het Nederlands.

## Etymologie
Toen Lewis Carroll in Through the Looking-Glass (1872) een aantal van deze "kofferwoorden" introduceerde, creëerde hij er ook een nieuwe naam voor: portmanteau words. In het gedicht "Jabberwocky" uit dat boek komt bijvoorbeeld het woord slithy voor, een vervlechting van slimy ("slijmerig, glibberig") en lithe ("lenig, buigzaam"). Deze vondst van Carroll heeft echter geen algemene ingang gevonden.
Het Engelse woord portmanteau betekent koffer met twee compartimenten en is ontleend aan het Franse porte manteau (met een e), dat kapstok of klerenhanger betekent.

## Porte-manteauwoorden en verkorting
Bepaalde verkortingen kunnen als bijzondere porte-manteauwoorden worden beschouwd. Het gaat dan om samenstellingen als horeca, Benelux of hifi, waarbij uit meerdere woordelementen een afgekorte vorm wordt gecombineerd. Er is een verschil met de klassieke porte-manteauwoorden, die zich immers niet van afkortingen bedienen, maar van woordelementen, meestal het begin van het ene woord en het eind van het andere. In feite zijn zulke verkortingen dan ook veeleer samenstellingen, zij het in verkorte vorm, en geen echte porte-manteauwoorden.